# Natalia Bashinskaya
Natalia Vladimirovna Bashinskaya (en russe : Наталья Владимировна Башинская), née Sychova le 12 mars 1964 à Beloretsk en Bachkirie, est une biathlète biélorusse.

## Biographie
Aux Championnats du monde 1993, elle obtient ses meilleurs résultats sur la scène internationale, terminant douzième du sprint et prenant la médaille d'argent à la course par équipes avec Natalia Permiakova, Natalia Ryzhenkova et Svetlana Paramygina.
Elle prolonge sa carrière sportive jusqu'en 1995.

## Palmarès

### Championnats du monde
- Championnats du monde 1993 à Borovec
  -  Médaille d'argent dans la course par équipes.

### Coupe du monde
- Meilleur classement général : 60e en 1993.
- Meilleur résultat : 12e.